# Юнгшиле (футбольный клуб)
«Юнгшиле» (швед. Ljungskile Sportklubb) — шведский футбольный клуб из Юнгшиле. Лучшим достижением в Аллсвенскан являются 14 места в 1997 и 2008 годах.

## История
Основан в 1926 году. Известен благодаря своему прорыву в 1990—1997 годах, когда клубу удалось подняться из Пятого дивизиона в Аллсвенскан. После этого получил спонсорский контракт с Panos Emporio, в связи с чем до 2002 года носил название «Панос Юнгшиле».
Дважды клуб вылетал из высшей лиги Швеции (в 1997 и 2000 годах) и какое-то время выступал во Втором дивизионе. Вернулся в Суперэттан в 2004 году, благодаря победе над «Вэсбю ИК». 21 октября 2007 года оформил путёвку в Аллсвенскан, переиграв «Ландскруну». Год спустя стал самым успешным клубом в истории Бохуслена.